# Championnat du monde de vitesse moto 1949
Navigation
Édition suivante
Le Championnat du monde de vitesse moto 1949 est la première saison de vitesse moto organisée par la FIM.

Ce championnat comporte six courses de Grand Prix, toutes courues en Europe, pour cinq catégories : 500 cm3, 350 cm3, 250 cm3, 125 cm3 et side-cars.

## Attribution des points
Les points du championnat sont attribués aux cinq premiers de chaque course :
- Premier : 10 points
- Second : 8 points
- Troisième : 7 points
- Quatrième : 6 points
- Cinquième : 5 points

Un point supplémentaire est attribué au coureur qui réalise le tour le plus rapide.

Tous les points des courses comptent pour le championnat des catégories 125 cm3, 250 cm3 et side-car, alors que seuls les trois meilleurs résultats comptent pour les catégories 350 cm3 et 500 cm3.

## Grands Prix
| N° | Course                  | Lieu       | Vainqueur side-car | Vainqueur 125 cm³ | Vainqueur 250 cm³  | Vainqueur 350 cm³ | Vainqueur 500 cm³   | Résultat |
| -- | ----------------------- | ---------- | ------------------ | ----------------- | ------------------ | ----------------- | ------------------- | -------- |
| 1  | Tourist Trophy          | Île de Man |                    |                   | Manliff Barrington | Freddie Frith     | Harold Daniell (en) | Résultat |
| 2  | Grand Prix de Suisse    | Bremgarten | Oliver Jenkinson   | Nello Pagani      | Bruno Ruffo        | Freddie Frith     | Leslie Graham       | Résultat |
| 3  | Grand Prix des Pays-Bas | Assen      |                    | Nello Pagani      |                    | Freddie Frith     | Nello Pagani        | Résultat |
| 4  | Grand Prix de Belgique  | Spa        | Oliver Jenkinson   |                   |                    | Freddie Frith     | Bill Doran          | Résultat |
| 5  | Grand Prix d'Ulster     | Clady      |                    |                   | Maurice Cann       | Freddie Frith     | Leslie Graham       | Résultat |
| 6  | Grand Prix des Nations  | Monza      | Frigerio / Dobelli | Gianni Leoni      | Dario Ambrosini    |                   | Nello Pagani        | Résultat |

## Résultats de la saison

### Championnat 1949 catégorie 500 cm³
| Clas. | Pilote              | Pays        | Constructeur | Points | Victoires |
| ----- | ------------------- | ----------- | ------------ | ------ | --------- |
| 1     | Leslie Graham       | Royaume-Uni | AJS          | 30     | 2         |
| 2     | Nello Pagani        | Italie      | Gilera       | 28     | 2         |
| 3     | Arciso Artesiani    | Italie      | Gilera       | 25     | 0         |
| 4     | Bill Doran          | Royaume-Uni | AJS          | 23     | 1         |
| 5     | Artie Bell          | Royaume-Uni | Norton       | 20     | 0         |
| 6     | Harold Daniell (en) | Royaume-Uni | Norton       | 17     | 1         |
| 7     | Johnny Lockett      | Royaume-Uni | Norton       | 13     | 0         |
| 8     | Enrico Lorenzetti   | Italie      | Moto Guzzi   | 7      | 0         |
| 9     | Ernie Lyons         | Irlande     | Velocette    | 7      | 0         |
| 10    | Gianni Leoni        | Italie      | Moto Guzzi   | 6      | 0         |

### Championnat 1949 catégorie 350 cm³
| Clas. | Pilote          | Pays        | Constructeur | Points | Victoires |
| ----- | --------------- | ----------- | ------------ | ------ | --------- |
| 1     | Freddie Frith   | Royaume-Uni | Velocette    | 33     | 5         |
| 2     | Reg Armstrong   | Irlande     | AJS          | 18     | 0         |
| 3     | Bob Foster      | Royaume-Uni | Velocette    | 16     | 0         |
| 4     | Eric McPherson  | Australie   | AJS          | 16     | 0         |
| 5     | Johnny Lockett  | Royaume-Uni | Norton       | 14     | 0         |
| 6     | David Whitworth | Royaume-Uni | Velocette    | 12     | 0         |
| 7     | Leslie Graham   | Royaume-Uni | AJS          | 8      | 0         |
| 8     | Ernie Lyons     | Irlande     | Velocette    | 8      | 0         |
| 9     | Charlie Salt    | Royaume-Uni | Velocette    | 8      | 0         |
| 10    | Bill Doran      | Royaume-Uni | AJS          | 7      | 0         |

### Championnat 1949 catégorie 250 cm³
| Clas. | Pilote             | Pays           | Constructeur | Points | Victoires |
| ----- | ------------------ | -------------- | ------------ | ------ | --------- |
| 1     | Bruno Ruffo        | Italie         | Moto Guzzi   | 24     | 1         |
| 2     | Dario Ambrosini    | Italie         | Benelli      | 19     | 1         |
| 3     | Ronald Mead        | Royaume-Uni    | Mead-Norton  | 13     | 0         |
| 4     | Maurice Cann       | Royaume-Uni    | Moto Guzzi   | 11     | 1         |
| 5     | Claudio Mastellari | Italie         | Moto Guzzi   | 11     | 0         |
| 6     | Manliff Barrington | Irlande        | Moto Guzzi   | 10     | 1         |
| 7     | Russel Wood        | Afrique du Sud | Moto Guzzi   | 9      | 0         |
| 8     | Fergus Anderson    | Royaume-Uni    | Moto Guzzi   | 8      | 0         |
| 9     | Gianni Leoni       | Italie         | Moto Guzzi   | 8      | 0         |
| 10    | Umberto Masetti    | Italie         | Benelli      | 7      | 0         |

### Championnat 1949 catégorie 125 cm³
| Clas. | Pilote            | Pays   | Constructeur | Points | Victoires |
| ----- | ----------------- | ------ | ------------ | ------ | --------- |
| 1     | Nello Pagani      | Italie | Mondial      | 27     | 2         |
| 2     | Vitantonio Maggi  | Italie | Morini       | 14     | 0         |
| 3     | Umberto Masetti   | Italie | Morini       | 13     | 0         |
| 4     | Carlo Ubbiali     | Italie | Mondial      | 13     | 0         |
| 5     | Gianni Leoni      | Italie | Mondial      | 11     | 1         |
| 6     | Oscar Clemengich  | Italie | Mondial      | 8      | 0         |
| 7     | Umberto Praga     | Italie | Mondial      | 7      | 0         |
| 8     | Celeste Cavaciuti | Italie | Mondial      | 7      | 0         |
| 9     | Franco Bertoni    | Italie | MV Agusta    | 6      | 0         |
| 10    | Giuseppe Matucci  | Italie | MV Agusta    | 5      | 0         |

### Championnat 1949 catégorie side-car
| Clas. | Pilote                               | Pays                  | Constructeur | Points | Victoires |
| ----- | ------------------------------------ | --------------------- | ------------ | ------ | --------- |
| 1     | Eric Oliver / Denis Jenkinson        | Royaume-Uni           | Norton       | 27     | 2         |
| 2     | Ercole Frigerio / Lorenzo Dobelli    | Italie                | Gilera       | 18     | 1         |
| 3     | Frans Vanderschrick / Martin Whitney | Belgique/ Royaume-Uni | Norton       | 16     | 0         |
| 4     | Ernesto Merlo / Aldo Veglio          | Italie                | Gilera       | 13     | 0         |
| 5     | Albino Milani / Ezio Ricotti         | Italie                | Gilera       | 12     | 0         |
| 6     | Hans Haldemann / Herbert Läderach    | Suisse                | Norton       | 8      | 0         |
| 7     | Roland Benz / Max Hirzel             | Suisse                | BMW          | 6      | 0         |
| 8     | Jakob Keller / Ernst Brutschi        | Suisse                | Gilera       | 6      | 0         |
| 9     | Peter « Pip » Harris / Neil Smith    | Royaume-Uni           | Norton       | 5      | 0         |